# Plotopteridae
Plotopteridae (лат.) — семейство вымерших нелетающих морских птиц, которые жили на побережьях северной части Тихого океана от среднего эоцена до раннего миоцена. В северной части Тихого океана они занимали экологическую нишу пингвинов, живущих только в южных океанах, и конвергентно развились в похожих на них птиц.
Птицы напоминали современные виды змеешейковых, которые также принадлежат к отряду олушеобразных. Но у них были, как у пингвинов или вымершей бескрылой гагарки, короткие крылья, приспособленные для подводного плавания, скелет, напоминающий скелет змеешейковых и череп, подобный черепу олуш. Plotopteridae включали в себя крупнейших известных ныряющих птиц. Один из видов имел длину от клюва до кончика хвоста 1,8 метра.
Семейство было описано в 1969 году Хильдегардом Говардом после обнаружения верхней части левого коракоида в долине Сан-Хоакин в Калифорнии. Окаменелость была описана как Plotopterum joaquinensis и датируется ранним миоценом. Точные знания об анатомии птиц были получены после новых находок позднего олигоцена и раннего миоцена Японии и Вашингтона.
Plotopteridae, вероятно, также жили вдали от побережья в открытом море. Окаменелые останки Phocavis maritimus, самого древнего вида, были обнаружены в штате Орегон в отложениях, которые отложились на глубине от 500 до 1000 метров. Они исчезли вместе с крупными видами пингвинов в конце раннего миоцена. Причиной является конкуренция с недавно появившимися ластоногими и морскими свиньями. Оба таксона подвергались быстрой адаптивной радиации в то время.